# Enkenbach
Enkenbach est une partie de la ville de Enkenbach-Alsenborn de l'arrondissement de Kaiserslautern située en Rhénanie-Palatinat. Enkenbach fait partie du Forêt palatine. Jusqu'en 1969, Enkenbach était une commune indépendante.

## Géographie
Enkenbach est situé à 11 km de la ville de Kaiserslautern dans la partie est de l'arrondissement, sur une pente dans une dépression s'étendant d'ouest en est à la limite nord-ouest du Forêt palatine. Le village est traversé par le ruisseau Klosterbach. Les environs sont boisés au nord-est et au sud, le terrain de l'ancienne commune atteint une altitude de 360 mètres. Le ruisseau Eselsbach quitte Enkenbach à 254 mètres d'altitude, l'Alsenz à 260 mètres.
Avec 750 mm de précipitations par an, Enkenbach ne se situe que légèrement au-dessus de la moyenne allemande.
Les précipitations ne varient que très peu et sont réparties de manière assez uniforme tout au long de l'année. Le mois le plus sec est février, le plus humide est juin, quand il y a 1,4 fois plus de précipitations qu'en février.

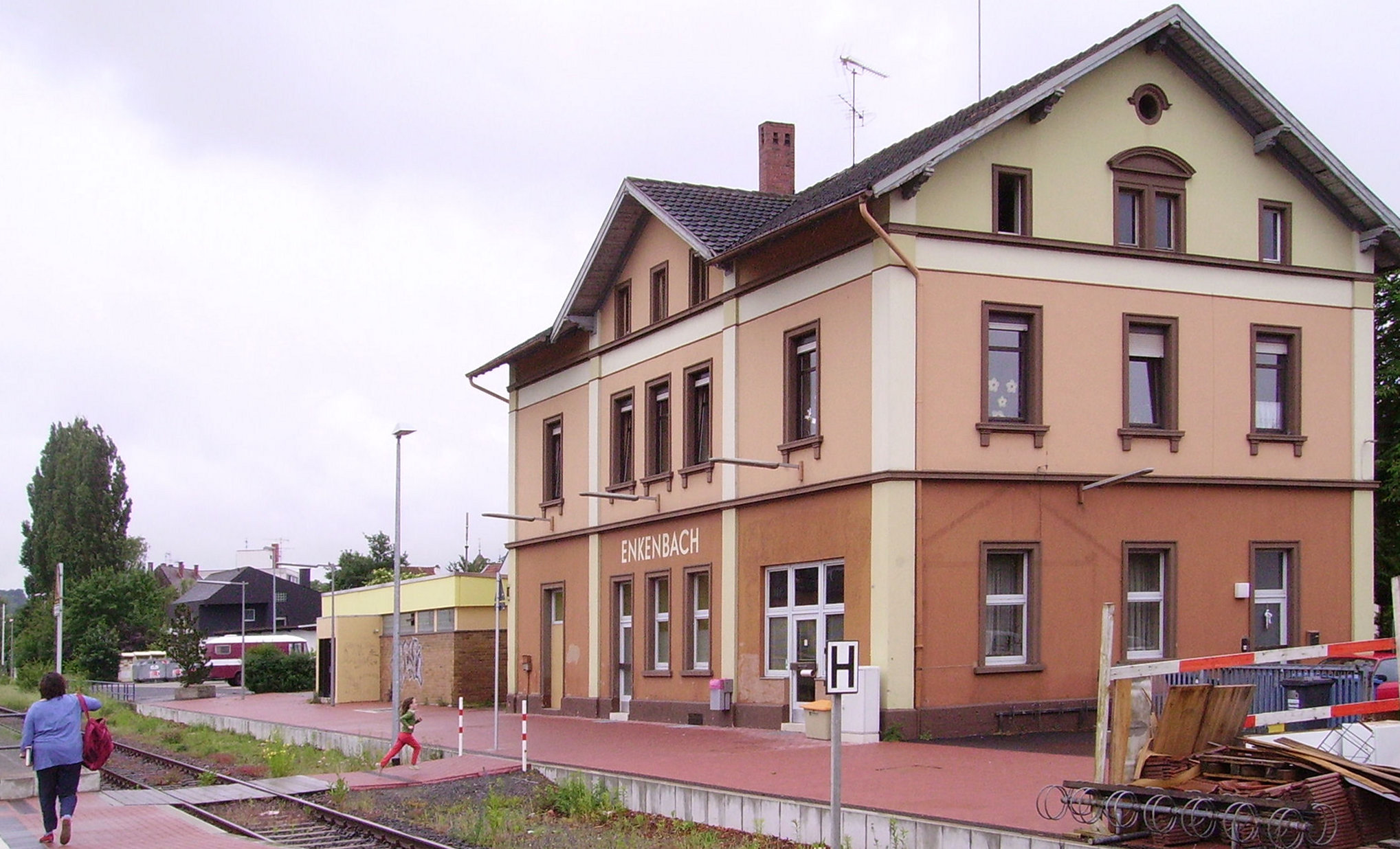
La gare de Enkenbach

Enkenbach possède une gare sur la ligne entre Hochspeyer et Bad Münster am Stein. Ici, la ligne bifurque vers Kaiserslautern. De 1932 à 1988 Enkenbach était aussi lié avec Grünstadt par voie ferrée.

## Histoire

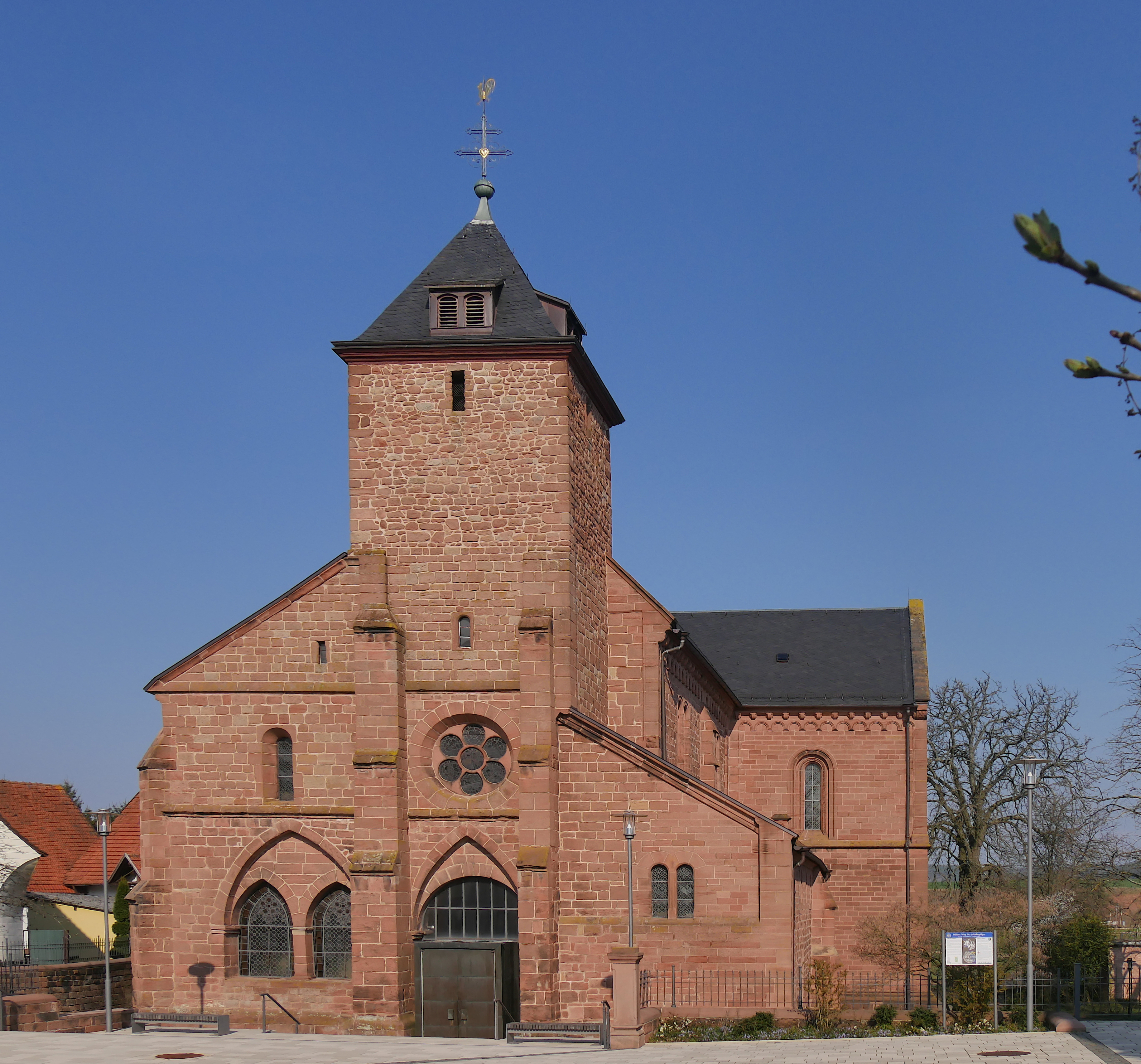
Église Saint-Norbert

Le nom du village se derive du mot moyen haut allemand enke qui signifie « garçon berger ». La première mention de la localité date de 1148 comme Ynkebach. Cette année, un couvent de prémontrés est fondé à Enkenbach en 1148 par le comte Ludwig III von Arnstein et le chevalier Hunefried von Alsenborn. En 1564, l'électeur Frédéric II du Palatinat fait dissoudre le couvent. Son église Saint-Norbert sert encore somme église paroissiale catholique.
La région est dévastée pendant la guerre de Trente Ans et perd les cinq sixièmes de ses habitants.
Jusqu'au fin du XVIIIe siècle, Enkenbach faisait partie du Palatinat du Rhin. De 1798 à 1814 le village est intégré dans le canton de Kaiserslautern du département de Mont-Tonnerre. En 1815 Enkenbach devient autrichien, et un an plus tart, avec tout le palatinat, passe au royaume de Bavière.
Après la Seconde Guerre mondiale le village devient partie du Land Rhénanie-Palatinat dans la zone d'occupation française. Le 7 juin 1969 les communes de Enkenbach et Alsenborn s’unissent à la commune Enkenbach-Alsenborn qui le 22 avril 1972 avec les communes de Sembach, Mehlingen et Neuhemsbach forme la Verbandsgemeinde Enkenbach-Alsenborn.

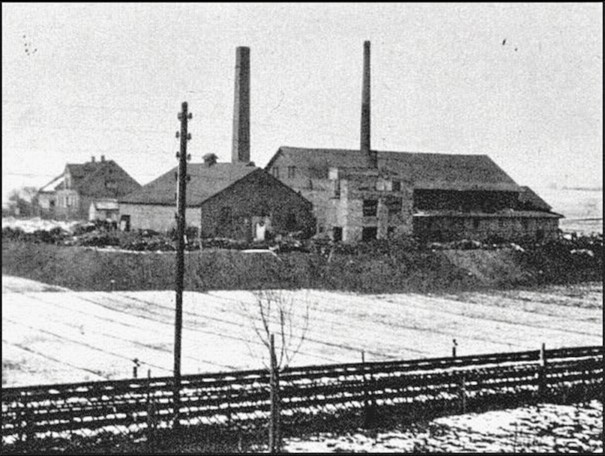
La première usine de la fonderie Heger

En 1902, Karl Heger et Ludwig Müller fondent une fonderie de metal à Enkenbach qui en 1917 passe en totalité dans les mains de la famille Heger. En 1954 l'usine est agrandie par un département de construction d'appareils pour l'industrie chimique. Une seconde fonderie capable de la production en série de pièces moulées jusqu'à 30 tonnes est installée à Sembach en 2009.